# غريب القرآن في شعر العرب
غريب القرآن في شعر العرب هو كتاب ينسب إلى عبد الله بن عباس، من رواية الضحاك بن مزاحم، يحتوي الكتاب على إجابات ابن عباس ردًا على مسائل أشكلت على نافع بن الأزرق (الخارجي)، فجاء يسألُ عنها عبد الله بن عباس.

## قصة الكتاب
عن الضحَّاك بن مزاحمٍ الهلاليِّ قال: خرج نافع بن الأزرق ونجدةُ بن عويمرٍ في نفرٍ مِن رؤوس الخوارج لينقروا عن العلم ويطلبونه، حتى قَدِموا مكَّة، فإذا هم بعبد الله بن عبَّاسٍ قاعدًا قريبًا من زمزم وعليه رداءٌ أحمر وقميصٌ، وإذا ناسٌ قيامٌ يسألونه عن التفسير يقولون: «يا ابن عبَّاسٍ، ما تقول في كذا وكذا؟» فيقول: «هو كذا أو كذا»، فقال له نافع بن الأزرق: «ما أجرأك يا ابن عبَّاسٍ على ما تُجريه منذ اليوم»، فقال له ابن العبَّاس: «ثكلتك أمُّك يا نافع وعَدِمَتْك، ألا أخبرك مَن هو أجرأ منِّي؟» قال: «من هو يا ابن عبَّاسٍ؟ قال: «رجلٌ تكلَّم بما ليس له به علمٌ، ورجلٌ كتم علمًا عنده»، قال: «صدقت يا ابن عبَّاسٍ، أتيتُك لأسألك»، قال: «هات يا ابن الأزرق فسَلْ»، قال: «أخبِرْني عن قول الله عزَّ وجلَّ: ﴿يُرْسَلُ عَلَيْكُمَا شُوَاظٌ مِنْ نَارٍ﴾ [الرحمن: 35]، ما الشواظ؟» قال: «اللهب الذي لا دخان فيه»، قال: وهل كانت العرب تعرف ذلك قبل أن ينزل الكتابُ على محمَّدٍ صلَّى الله عليه وسلَّم؟ قال: نعم، أمَا سمعتَ قول أُمَيَّة بن أبي الصلت:
ألا من مبلغٌ حسَّان عنِّي * مغلغَلةً تَدِبُّ إلى عُكَاظِ
أليس أبوك قَيْنًا كان فينا * إلى القَيْنات فسلًا في الحِفاظ
يمانيًّا يظلُّ يشُبُّ كِيرًا * وينفخ دائبًا لهبَ الشواظ»
قال: «صدقت، فأخبِرْني عن قوله: ﴿وَنُحَاسٌ فَلَا تَنْتَصِرَانِ﴾ [الرحمن: 35]، ما النحاس؟» قال: «الدخان الذي لا لهب فيه»، قال: «وهل كانت العرب تعرف ذلك؟» قال: «نعم، أمَا سمعتَ قول نابغة بني ذبيان يقول:
يضيء كضوء سراج السليـ * ـطِ لم يجعل الله فيه نحاسَا»
قال: «صدقت، فأخبِرْني عن قول الله عزَّ وجلَّ: ﴿أَمْشَاجٍ نَبْتَلِيهِ﴾ [الإنسان: 2]، قال: «ماء الرجل وماءُ المرأة إذا اجتمعا في الرحم كان مِشْجًا»، قال: «وهل كانت العرب تعرف ذلك قبل أن ينزل الكتابُ على محمَّدٍ صلَّى الله عليه وسلَّم؟» قال: «نعم، أما سمعت قول أبي ذؤيبٍ الهذليِّ وهو يقول:
كأنَّ النصل والفُوقَيْنِ منه * خلال الريش سِيط به مشيجُ»
قال: «صدقت، فأخبِرْني عن قول الله عزَّ وجلَّ: ﴿وَالْتَفَّتِ السَّاقُ بِالسَّاقِ﴾ [القيامة: 29]، ما الساق بالساق؟» قال: «الحرب»، قال: «وهل كانت العرب تعرف ذلك؟» قال: «نعم، أمَا سمعتَ قول أبي ذؤيبٍ الهذليِّ:
أخو الحرب إن عضَّت به الحربُ عضَّها * وإن شمَّرت عن ساقها الحربُ شمَّرا»
قال: «صدقت، فأخبِرْني عن قول الله عزَّ وجلَّ: ﴿بَنِينَ وَحَفَدَةً﴾ [النحل: 72]، ما البنون والحَفَدة؟» قال: «بنوك؛ فإنهم يعاطونك، وأمَّا حَفَدتك فإنهم خَدَمُك»، قال: «وهل كانت العرب تعرف ذلك قبل أن ينزل الكتابُ على محمَّدٍ صلَّى الله عليه وسلَّم؟» قال: «نعم، أمَا سمعت قول أُمَيَّة بن أبي الصلت الثقفيِّ:
حَفَدَ الولائدُ حولهنَّ وأُلقيتْ * بأكُفِّهن أزِمَّة الأحمال»
قال: «صدقت، فأخبِرْني عن قول الله عزَّ وجلَّ: ﴿إِنَّمَا أَنْتَ مِنَ المُسَحَّرِينَ﴾ [الشعراء: 153]، ما المسحَّرون؟» قال: «من المخلوقين»، قال: «فهل كانت العرب تعرف ذلك قبل أن ينزل الكتابُ على محمَّدٍ صلَّى الله عليه وسلَّم؟» قال: «نعم، أمَا سمعت قول أُميَّة بن أبي الصلت وهو يقول:
فإن تسألينا ممَّ نحن فإنَّنا * عصافيرُ مِن هذا الأنام المسحَّر»
قال: «صدقت، فأخبِرْني عن قول الله عزَّ وجلَّ: ﴿فَنَبَذْنَاهُمْ فِي اليَمِّ وَهُوَ مُلِيمٌ﴾، ما المليم؟» قال: «المذنب»، قال: «وهل كانت العرب تعرف ذلك قبل أن ينزل الكتاب على محمَّدٍ صلَّى الله عليه وسلَّم؟» قال: «نعم، أمَا سمعت قول أميَّة بن أبي الصلت وهو يقول:
مِن الآفات لستَ لها بأهلٍ * ولكنَّ المسيء هو المُليم»
قال: «صدقت، فأخبِرْني عن قول الله عزَّ وجلَّ: ﴿قُلْ أَعُوذُ بِرَبِّ الفَلَقِ﴾ [الفلق: 1]، ما الفلق؟» قال: «ضوء الصبح»، قال: «وهل كانت العرب تعرف ذلك قبل أن ينزل الكتابُ على محمَّدٍ صلَّى الله عليه وسلَّم؟» قال: «نعم، أما سمعت قول لبيد بن ربيعة:
الفارج الهمِّ مبذولٌ عساكرُه * كما يفرِّج ضوءَ الظلمة الفَلَقُ»
قال: «صدقت، فأخبِرْني عن قول الله عزَّ وجلَّ: ﴿لِكَيْلَا تَأْسَوْا عَلَى مَا فَاتَكُمْ وَلَا تَفْرَحُوا بِمَا آتَاكُمْ﴾[الحديد: 23]، ما الأسى؟» قال: «لكي لا تحزنوا»، قال: «وهل كانت العرب تعرف ذلك قبل أن ينزل الكتابُ على محمَّدٍ صلَّى الله عليه وسلَّم؟» قال: «نعم، أما سمعت قول لبيد بن ربيعة:
قليل الأسى فيما أتى الدهرُ دونه * كريم النَّثَا حلوُ الشمائل مُعْجِب»
قال: «صدقت، فأخبرني عن قول الله عزَّ وجلَّ: ﴿ظَنَّ أَنْ لَنْ يَحُورَ﴾ [الانشقاق: 14]، ما يحور؟» قال: «يرجع»، قال: «وهل كانت العرب تعرف ذلك قبل أن ينزل الكتاب على محمَّدٍ صلَّى الله عليه وسلَّم؟» قال: «نعم، أما سمعت قول لبيد بن ربيعة:
وما المرء إلَّا كالشهاب وضوؤُه * يحور رمادًا بعد إِذْ هو ساطعُ
قال: «صدقت، فأخبِرْني عن قول الله عزَّ وجلَّ: ﴿يَطُوفُونَ بَيْنَهَا وَبَيْنَ حَمِيمٍ آنٍ﴾ [الرحمن: 44]، ما الآنُ؟» قال: «الذي قد انتهى حرُّه»، قال: «وهل كانت العرب تعرف ذلك قبل أن ينزل الكتاب على محمَّدٍ صلَّى الله عليه وسلَّم؟» قال: «نعم، أما سمعت قول نابغةِ بني ذبيان:
فإن يقبض عليك أبو قُبَيْسٍ * تَحُطَّ بك المنيَّةُ في هوان
وتُخضب لحيةٌ غدرت وخانت * بأحمرَ مِن نجيعِ الجوف آنِ»
قال: «صدقت، فأخبِرْني عن قول الله عزَّ وجلَّ: ﴿فَأَصْبَحَتْ كَالصَّرِيمِ﴾ [القلم: 20]، ما الصريم؟» قال: «كالليل المظلم»، قال: «وهل كانت العرب تعرف ذلك قبل أن ينزل الكتاب على محمَّدٍ صلَّى الله عليه وسلَّم؟» قال: «نعم، أما سمعت قول نابغةِ بني ذبيان:
لا تزجروا مكفهرًّا لا كِفاء له * كالليل يَخْلُط أصرامًا بأصرام»
قال: «صدقت، فأخبِرْني عن قول الله عزَّ وجلَّ: ﴿إِلَى غَسَقِ اللَّيْلِ﴾ [الإسراء: 78]، ما غسقُ الليل؟» قال: «إذا أظلم»، قال: «وهل كانت العرب تعرف ذلك قبل أن ينزل الكتاب على محمَّدٍ صلَّى الله عليه وسلَّم؟ قال: «نعم، أما سمعت النابغة وهو يقول:
كأنما جُلُّ ما قالوا وما وعدوا * آلٌ تضمَّنه مِن دامس غَسَقٌ»
قال أبو خليفة: الآل: السراب
قال: «صدقت، فأخبِرْني عن قول الله عزَّ وجلَّ: ﴿وَكَانَ اللهُ عَلَى كُلِّ شَيْءٍ مُقِيتًا﴾ [النساء: 85] ما المُقيت؟ قال: «قادرٌ»، قال: «وهل كانت العرب تعرف ذلك قبل أن ينزل الكتاب على محمَّدٍ صلَّى الله عليه وسلَّم؟» قال: «نعم، أما سمعت قول امرئ القيس:
وذي ضِغْنٍ كففتُ الضِّغْنَ عنه * وإنِّي في مساءته مُقيت»
قال: «صدقت، فأخبِرْني عن قول الله عزَّ وجلَّ: ﴿وَاللَّيْلِ إِذَا عَسْعَسَ﴾ [التكوير: 17]»، قال: «إقباله بسواده»، قال: «وهل كانت العرب تعرف ذلك قبل أن ينزل الكتاب على محمَّدٍ صلَّى الله عليه وسلَّم؟» قال: «نعم، أما سمعت قول امرئ القيس:
عسعس حتى لو يشاء ادَّنا * كان لنا مِن ضوء نوره مَقْبَس»
قال: «صدقت، فأخبِرْني عن قول الله عزَّ وجلَّ: ﴿وَأَنَا بِهِ زَعِيمٌ﴾ [يوسف: 72]، قال: «الزعيم: الكفيل»، قال: «وهل كانت العرب تعرف ذلك قبل أن ينزل الكتاب على محمَّدٍ صلَّى الله عليه وسلَّم؟» قال: «نعم، أما سمعت قول امرئ القيس:
وإنِّي زعيمٌ إن رجعتُ مملَّكًا * بسيرٍ ترى منه الفُرَانِق أَزْوِرَا»
قال: «صدقت، فأخبرني عن قول الله عزَّ وجلَّ: ﴿وَفُومِهَا﴾ [البقرة: 61]، ما الفوم؟» قال: «الحنطة»، قال: «وهل كانت العرب تعرف ذلك قبل أن ينزل الكتاب على محمَّدٍ صلَّى الله عليه وسلَّم؟» قال: «نعم، أما سمعت قول أبي ذؤيبٍ الهذلي:
قد كنتَ تحسبني كأغنى وافدٍ * قَدِمَ المدينةَ عن زراعة فُوم»
قال: «صدقت، فأخبِرْني عن قول الله عزَّ وجلَّ ﴿الأَزْلَامُ﴾ [المائدة: 90]، ما الأزلام؟» قال: «القِدَاح»، قال: «وهل كانت العرب تعرف ذلك قبل أن ينزل الكتاب على محمَّدٍ صلَّى الله عليه وسلَّم؟» قال: «نعم، أما سمعت قول الحُطَيئة:
لا يزجر الطيرَ إن مرَّت به سَنَحًا * ولا يقام له قدحٌ بأزلام»
قال: «صدقت، فأخبرني عن قول الله عزَّ وجلَّ ﴿أَصْحَابُ المَشْأَمَةِ مَا أَصْحَابُ المَشْأَمَةِ﴾ [الواقعة: 9]» قال: «أصحاب الشمال»، قال: «وهل كانت العرب تعرف ذلك قبل أن ينزل الكتاب على محمَّدٍ صلَّى الله عليه وسلَّم؟» قال: «أما سمعت بقول زهير بن أبي سلمى:
نزل الشيب بالشمال قريبًا * والمَروراتِ دائيًا وحقيرًا»
قال: «صدقت، فأخبِرْني عن قول الله عزَّ وجلَّ: ﴿إِذَا البِحَارُ سُجِّرَتْ﴾ [التكوير: 6]» قال: «اختلط ماؤها بماء الأرض»، قال: «وهل كانت العرب تعرف ذلك قبل أن ينزل الكتاب على محمَّدٍ صلَّى الله عليه وسلَّم؟» قال: «نعم، أما سمعت قول زهير بن أبي سلمى:
لقد عرفت ربيعة في جُذامٍ * وكعبٍ خالَها وابنا ضرار
لقد نازعتم حسَبًا قديمًا * وقد سَجَرت بحارُهم بحاري»
قال: «صدقت، فأخبِرْني عن قول الله عزَّ وجلَّ: ﴿وَالسَّمَاءِ ذَاتِ الحُبُكِ﴾ [الذاريات: 7]، ما الحُبُك؟» قال: «ذات الطرائق»، قال: «وهل كانت العرب تعرف ذلك قبل أن ينزل الكتاب على محمَّدٍ صلَّى الله عليه وسلَّم؟» قال: «نعم، أما سمعت قول زهير بن أبي سلمى:
مكلَّلٌ بأصول النجم تنسجه * ريح الشمال لضاحي مائه حُبُك»
قال: «صدقت، فأخبِرْني عن قول الله عزَّ وجلَّ: ﴿جَدُّ رَبِّنَا﴾ [الجن: 3]، ما جَدُّ ربِّنا؟» قال: «ارتفعت عظمتُه»، قال: «وهل كانت العرب تعرف ذلك قبل أن ينزل الكتاب على محمَّدٍ صلَّى الله عليه وسلَّم؟» قال: «نعم، أما سمعتَ قولَ طَرَفة بنِ العبد للنعمان بن المنذر:
إلى ملكٍ يضرب الدارعيـ * ـن لم ينقص الشيب منه قبالا
ترفع بجَدِّك إني امرؤٌ * سقتني الأعادي سجالًا سجالًا»
قال: «صدقت، فأخبِرْني عن قول الله عزَّ وجلَّ: ﴿حَتَّى تَكُونَ حَرَضًا﴾ [يوسف: 85]»، قال: «الحَرَض: البالي»، قال: «وهل كانت العرب تعرف ذلك قبل أن ينزل الكتاب على محمَّدٍ صلَّى الله عليه وسلَّم؟» قال: «نعم، أما سمعت قول طَرَفة بنِ العبد:
أمِن ذكرِ ليلى إن نأت غربةٌ بها * أعدُّ حريضًا للكرام محرَّمًا»
قال: «صدقت، فأخبِرْني عن قول الله جلَّ ذكرُه: ﴿وَأَنْتُمْ سَامِدُونَ﴾ [النجم: 61]، ما سامدون؟» قال: لاهون، قال: «وهل كانت العرب تعرف ذلك قبل أن ينزل الكتاب على محمَّدٍ صلَّى الله عليه وسلَّم؟» قال: «نعم، أما سمعت قول هُزيلة بنت بكرٍ تبكي عادًا:
بَعَثَتْ عادٌ لقيمًا * وأتى سعدٌ شريدًا
قيل: قم فانظر إليهم * ثمَّ دع عنك السمودا»
قال: «صدقت، فأخبِرْني عن قول الله عزَّ وجلَّ: ﴿إِذَا اتَّسَقَ﴾ [الانشقاق: 18] ما اتِّساقه؟» قال: «إذا اجتمع». قال: «وهل كانت العرب تعرف ذلك قبل أن ينزل الكتاب على محمَّدٍ صلَّى الله عليه وسلَّم؟» قال: «نعم، أما سمعت قول أبي صِرْمةَ الأنصاري:
إنَّ لنا قلائصًا نقائقا * مستوسقاتٍ لو يجدن سائقًا»
قال: «صدقت، فأخبِرْني عن قول الله عزَّ وجلَّ: الأحد ﴿الصَّمَدُ﴾ [الإخلاص: 2]، أمَّا الأحد فقد عرفناه، فما الصمد؟» قال: «الذي يُصْمَد إليه في الأمور كلِّها»، قال: «فهل كانت العرب تعرف ذلك قبل أن ينزل الكتاب على محمَّدٍ صلَّى الله عليه وسلَّم؟» قال: «نعم، أما سمعت بقول الأسدية:
ألا بكَّر الناعي بخيرَيْ بني أسدْ * بعمرو بن مسعودٍ وبالسيِّد الصمدْ»
قال: «صدقت، فأخبِرْني عن قول الله عزَّ وجلَّ: ﴿يَلْقَ أَثَامَا﴾ [الفرقان: 68]، ما الأثام؟» قال: «جزاءً»، قال: «وهل كانت العرب تعرف ذلك قبل أن ينزل الكتاب على محمَّدٍ صلَّى الله عليه وسلَّم؟» قال: «نعم، أما سمعت بقول بشر بن أبي حازمٍ الأسديِّ:
وإنَّ مقامنا ندعو عليهم * بأبطحِ ذي المجاز له أثام»
قال: «صدقت، فأخبِرْني عن قول الله عزَّ وجلَّ: ﴿وَهُوَ كَظِيمٌ﴾ [النحل: 58]، ما الكظيم؟» قال: «الساكت»، قال: «وهل كانت العرب تعرف ذلك قبل أن ينزل الكتاب على محمَّدٍ صلَّى الله عليه وسلَّم؟» قال: «نعم، أما سمعت بقول زهير بن جَذيمةَ العبسيِّ:
فإن تك كاظمًا بمصاب شاسٍ * فإنِّي اليومَ منطلقٌ لساني»
قال: «صدقت، فأخبِرني عن قول الله عزَّ وجلَّ: ﴿أَوْ تَسْمَعُ لَهُمْ رِكْزًا﴾ [مريم: 98] قال: «صوابًا»، قال: «وهل كانت العرب تعرف ذلك قبل أن ينزل الكتاب على محمَّدٍ صلَّى الله عليه وسلَّم؟ قال: «نعم، أما سمعت بقول خِداش بن زهير:
فإن سمعتم بحبلٍ هابطٍ سَرَفًا * أو بطنِ قومٍ فأخفوا الرِّكْزَ واكتتِموا»
قال: «صدقت، فأخبِرْني عن قول الله عزَّ وجلَّ: ﴿إِذْ تَحُسُّونَهُمْ بِإِذْنِهِ﴾ [آل عمران: 152]»، قال: «إذ تقتلونهم بإذنه»، قال: «وهل كانت العرب تعرف ذلك قبل أن ينزل الكتاب على محمَّدٍ صلَّى الله عليه وسلَّم؟» قال: «نعم، أما سمعت بقول عتبة الليثي:
نَحُسُّهم بالبِيض حتى كأنما * نفلِّق منهم بالجماجم حنظلًا»
قال: «صدقت، فأخبرني عن قول الله عزَّ وجلَّ: ﴿يَا أَيُّهَا النَّبِيُّ إِذَا طَلَّقْتُمُ النِّسَاءَ﴾ [الطلاق: 1]، هل كان الطلاق في الجاهلية؟» قال: «نعم، طلاقًا بائنًا ثلاثًا، أما سمعت قول أعشى بني قيسِ بن ثعلبة حين أخذه أختانُه عَنَزَةُ فقالوا له: إنك قد أضررت بصاحبتنا، وإنَّا نقسم بالله أن لا نضع العصا عنك أو تطلِّقها، فلمَّا رأى الجِدَّ منهم وأنهم فاعلون به شرًّا قال:
يا جارَتَا بِيني فإنك طالقهْ * كذاك أمور الناس غادٍ وطارقهْ
فقالوا: والله لتُبِيننَّ لها الطلاقَ، أو لا نضع العصا عنك، فقال:
فبِيني حَصَانَ الفرجِ غيرَ ذميمةٍ * وما مُوقةٌ منَّا كما أنت وامقهْ
فقالوا: والله لتبيننَّ الطلاق، أو لا نضع العصا عنك، فقال:
وبِيني فإنَّ البَين خيرٌ مِن العصا * وإن لا تزالي فوق رأسك بارقهْ
فأبانها بثلاث تطليقاتٍ».

## وصلات خارجية
- غريب القرآن في شعر العرب